# AAPG Bulletin
AAPG Bulletin är en tidskrift inriktad på ekonomisk geologi, då främst inom petroleumgeologi och andra naturresurser.